# Решетилова Ольга Олегівна
Ольга Олегівна Решетилова, до шлюбу Кобилинська — уповноважена Президента України з питань захисту прав військовослужбовців та членів їх сімей, правозахисниця, колишня журналістка.

## Біографія
Закінчила Острозьку академію. Після закінчення навчання 5 років працювала редакторкою відділу кореспондентської мережі в газеті «День».

### Кар'єра
У 2014 році співзаснувала один з найбільших фондів підтримки української армії "Повернись живим", в якому відповідала за координацію роботи фонду з силовими структурами та безпосередньо з силами та засобами антитерористичної операції на сході України.
Під час поїздок на фронт стикалася з порушеннями прав людини в умовах бойових дій. Саме тоді вирішила перейти до громадського контролю за дотриманням правосуддя щодо подій війни. У 2015 році залишила фонд і зосередилася на журналістських і громадських розслідуваннях порушень у секторі безпеки. Працювала менеджеркою проєктів в Українській Гельсінській спілці з прав людини (УГСПЛ).
У вересні 2016 року Решетилова разом із Марією Томак започаткували «Медійну ініціативу за права людини» (МІПЛ) – неурядову організацію, яка займається документуванням злочинів і порушень прав людини через російську агресію. МІПЛ також послідовно виступає за необхідність створення інституту військового омбудсмена. Пізніше Решетилова очолила цю організацію.
У 2016-2017 пішла з волонтерства, але й далі їздила на фронт як журналістка. Працювала для російського ліберального видання Грани.Ру, офіс якого розташований у Франції через заборону працювати в Росії. В 2016-му їздили в Чечню на суди над українськими політв’язнями Карпюком та Клихом, яких утримували в Росії з політичних мотивів (зараз вони вже звільнені).
У 2019 році призначена Кабінетом міністрів України до складу Комісії з обрання голови Національного агентства з питань запобігання корупції.
30 грудня 2024 року Президент України Володимир Зеленський підписав указ про призначення Ольги Решетилової (Кобилинської) уповноваженою президента України з питань захисту прав військовослужбовців та членів сімей наших воїнів.

## Див.також
- Уповноважений Верховної Ради України з прав людини

1. 1 2  УКАЗ ПРЕЗИДЕНТА УКРАЇНИ №886/2024 Про призначення О.Кобилинської Уповноваженим Президента України з питань захисту прав військовослужбовців та членів їх сімей. 30 грудня 2024.
2. ↑  Решетилова Ольга. LB.ua. Процитовано 13 травня 2025.
3. 1 2 3  Бондар, Юлія (22 квітня 2021). Ольга Решетилова: «До професійної правозахисної діяльності мене привела війна». The Ukrainians (укр.). Процитовано 4 червня 2025.
4. 1 2  Свобода, Радіо (30 грудня 2024). Зеленський призначив військовим омбудсменом Ольгу Решетилову (Кобилинську). Радіо Свобода (укр.). Процитовано 13 травня 2025.
5. ↑  Військовим омбудсманом в Україні стала Ольга Решетилова – DW – 30.12.2024. dw.com (укр.). Процитовано 13 травня 2025.
6. ↑  Військовий омбудсмен Решетилова розповіла BBC про свої очікування. BBC News Україна (укр.). 31 грудня 2024. Процитовано 13 травня 2025.
7. ↑  Ольга Решетилова: хто вона така і чому в Україні з’явився військовий омбудсмен – Міжнародний кур'єр (укр.). 1 січня 2025. Процитовано 4 червня 2025.